# Granville Woods

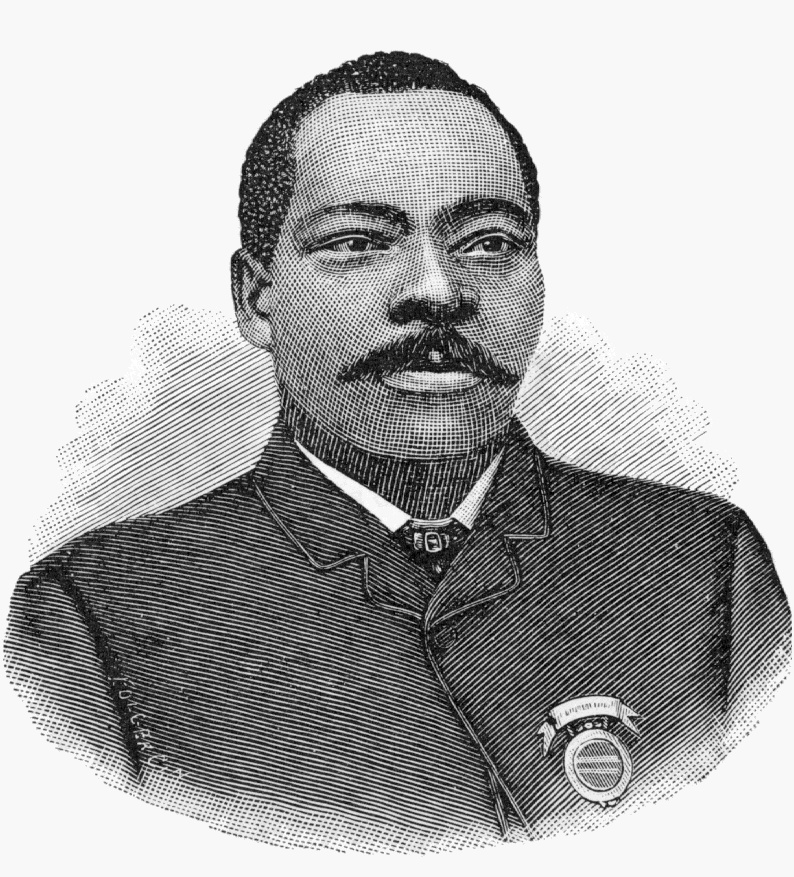
Granville Woods

Granville Tailer Woods (n. 23 aprilie 1856 - d. 30 ianuarie 1910) a fost un inventator afro-american.
A patentat peste 50 de invenții și este primul american de culoare care a fost inginer în perioada de după Războiul Civil American.
Autodidact, și-a dedicat activitatea în special în domeniul trenurilor și tramvaielor.
O altă invenție notabilă a sa o constituie telegraful multiplex.
Invențiile și inovațiile sale au contribuit la devoltarea sistemului de transport public din orașele SUA.